# Giorgio Lo Cascio
Giorgio Lo Cascio (Roma, 18 giugno 1951 – Roma, 25 febbraio 2001) è stato un cantautore e giornalista italiano.

## Biografia

### Gli inizi: il Folkstudio
Nato a Roma da una famiglia di origine siciliana, all'età di sette anni inizia a suonare il violino, per poi passare alla chitarra durante l'adolescenza; dopo il liceo classico si iscrive alla facoltà di medicina.
Nel frattempo ha iniziato a scrivere canzoni, e a tradurre in italiano brani americani (come Sad-Eyed Lady of the Lowlands di Bob Dylan); si presenta quindi al Folkstudio, dove ha modo di proporre le sue canzoni e dove conosce Francesco De Gregori, con cui decide di fare un duo: i due artisti pubblicano anche un'audiocassetta registrata dal vivo durante una delle loro serate, intitolata Folkstudio 24-1-1970 (e recentemente disponibile come bootleg in CD), interessante per rendersi conto di quale fosse il repertorio proposto dai due, con interpretazioni di canzoni originali alternate a traduzioni di Cohen e Dylan, accompagnati in alcune canzoni dal pianoforte di Antonello Venditti.
I due, nello stesso periodo, conoscono altri cantautori, come Edoardo e Stelio, Renzo Zenobi, Ernesto Bassignano e Antonello Venditti, ed è appunto con questi ultimi due che nel 1971 si uniscono formando il gruppo I giovani del folk (anni dopo Venditti ricorderà quest'esperienza nei versi iniziali della canzone Notte prima degli esami, e Bassignano scriverà un libro, Canzoni pennelli bandiere supplì con il racconto delle vicende di quel periodo).
Alla fine del 1971 De Gregori e Lo Cascio ottengono un'audizione con la It di Vincenzo Micocci: sono stati indirizzati a questa etichetta da Giovanna Marini, alla quale avevano chiesto di metterli in contatto con I dischi del sole (cosa non possibile per il repertorio della casa discografica, molto politicizzato rispetto a quello dei due cantautori).
Durante il provino realizzano una lacca con quattro canzoni: Il partigiano (cover in italiano di The Partisan di Leonard Cohen) e Dolce signora che bruci cantate insieme, Ho cercato di dirti cantata da Lo Cascio e Signora Aquilone cantata da De Gregori, e Micocci, colpito dai brani, propone loro un contratto discografico.

Giorgio Lo Cascio, Francesco De Gregori ed Antonello Venditti durante un'esibizione al Folkstudio

### La carriera solista
Ancora prima di iniziare, il sodalizio artistico si scioglie: come racconta lo stesso Lo Cascio nel suo volume su De Gregori, i due avevano alcune divergenze sulla realizzazione degli arrangiamenti, ma il pretesto per la separazione fu un viaggio premio in Ungheria (ottenuto come retribuzione per la registrazione di uno special televisivo magiaro), a cui Lo Cascio rinuncia (perché in quel periodo sta organizzando il matrimonio con Ivana); De Gregori propone il viaggio a Venditti (che ha anche lui firmato con la It all'insaputa dei due amici) che accetta, e durante il viaggio i due decidono di costituire un duo (scrivendo insieme la canzone In mezzo alla città), e realizzano l'album Theorius Campus, in cui De Gregori include una canzone, La casa del pazzo, con la musica scritta da Lo Cascio.
Resta il sodalizio umano; infatti per la produzione del suo primo album, intitolato La mia donna e pubblicato nel 1973 (in cui suona, tra gli altri, Renzo Zenobi alla chitarra) Lo Cascio chiama proprio l'amico Venditti (De Gregori, nello stesso periodo, scrive Suonatori di flauto, dedicata al figlio di Lo Cascio (Francesco Lo Cascio), e Lo Cascio realizza la fotografia usata per la copertina di Alice non lo sa).
L'album è dedicato alla moglie Ivana, e contiene tutte canzoni d'amore (tra cui la già citata Ho cercato di dirti). Lo Cascio cambia poi il modo di comporre, accostandosi alla canzone politica: firma quindi con la Divergo, piccola casa discografica alternativa milanese fondata da Mario De Luigi e Sergio Lodi, pubblicando due album ed esibendosi, nello stesso periodo, in concerti presso i festival dell'Unità (insieme al chitarrista Marco Provvedi); partecipa anche ad alcune edizioni del Premio Tenco.
Sempre con la stessa etichetta partecipa (insieme allo stesso De Luigi e ad Alessandro Carrera) al disco Punto e a capo, album sul Sessantotto pubblicato in occasione del decennale. Ritorna poi alla It per pubblicare un 45 giri nel 1980, e la canzone Cosa c'è che non va viene scelta come sigla per il programma televisivo di Raitre Tra scuola e lavoro.
Pubblica nel frattempo alcuni volumi sui cantautori italiani, che con il tempo diventano fondamentali per gli studi specialistici in questo settore. Si ritira poi per un certo periodo dalle scene, ritornando solo nel 1989 con un album inciso insieme a Stefano Iannucci (a cui collabora anche Lucilla Galeazzi, ed in cui viene inserita anche Domani è lontano, cover di Tomorrow Is a Long Time di Bob Dylan), e partecipando in seguito al disco collettivo realizzato per raccogliere finanziamenti per il Folkstudio da cantautori come Corrado Sannucci e Luciano Ceri sotto la denominazione United Artist For Folkstudio.

### La morte e il Premio Giorgio Lo Cascio
Muore nel 2001 all'età di 49 anni, a causa di un mieloma multiplo. Durante la sua malattia, riceve spesso visita da Francesco De Gregori e Antonello Venditti, ed è proprio grazie a questi incontri che i due si riavvicineranno umanamente e artisticamente.
Alla sua memoria viene istituito il Premio Giorgio Lo Cascio, per valorizzare importanti esponenti della canzone d'autore, che si svolge a Sant'Andrea Apostolo dello Ionio, in Calabria; la giuria è presieduta dal giornalista musicale Enrico Deregibus, che si occupa anche della direzione artistica.
I vincitori delle varie edizioni:
- 2005: Max Manfredi
- 2006: Pino Marino
- 2007: Rudy Marra
- 2008: Sulutumana
- 2009: Carlo Fava
- 2010: Susanna Parigi
- 2011: Marco Ongaro
- 2017: Luca Gemma
- 2018: Flavio Giurato

## Discografia

### Album in studio
- 1973 – La mia donna (It, DZSLT 70021)
- 1976 – Il poeta urbano (Divergo, DVAE 007)
- 1978 – Cento anni ancora (Divergo, 5335 515)
- 1978 – Punto e a capo (Divergo, 5335 519) con Alessandro Carrera e Mario De Luigi
- 1989 – Il vaso di Pandora con Stefano Iannucci

### Singoli
- 1974 - Ninna nanna/Lettera dal fronte lontano (It, ZT 7052)
- 1980 - Cosa c'è che non va/Vicino al faro (Divergo, 5050 004)

### Partecipazioni
- 1986 - Stanze polverose/Vienna e la nave (Folkstudio, FK 501)

### Bootleg
- 1970 - Folkstudio 24-1-1970 [4].

## Libri
- Curatela di Antonello Venditti, Canzoni, Roma, Lato Side, 1981.
- Diventare cantautori, a cura di, Roma, Lato Side, 1981.
- De Gregori, Padova, Muzzio, 1990. ISBN 88-7021-500-8.